# Fgetc
fgetcは、ファイルストリームから1文字読み込むC言語の標準Cライブラリの関数。標準ヘッダーファイル <stdio.h> で宣言されている。呼称はエフゲットシーと呼ばれることが多い。
unsigned char で読み込み int に型変換（キャスト）して返す。入力に成功した場合には入力した文字が、入力に失敗した場合あるいはファイル終端に達した場合にはEOFが返却値となる。
fgetc関数は、動作的にはgetcと等価である。だが、getcがマクロで実装されてもよいのに対し、fgetcは必ず関数として実装されている。そのため、fgetcの引数として副作用のある式を指定しても、問題なく動作する。また、関数ポインタを取得することもできる。

## 形式
```
#include
 
<stdio.h>

int
 
fgetc
(
FILE
 
*
stream
);

```

## コード例
```
#include
 
<stdio.h>

int
 
main
(
void
)
 
{

    
int
 
c
;

    
FILE
 
*
infp
;

    
infp
 
=
 
fopen
(
"infile.txt"
,
 
"r"
);

    
if
 
(
infp
 
==
 
NULL
)
 
{

        
return
 
-1
;

    
}

    
/* ここでは fgetc の代わりに getc を使うこともできる */

    
while
 
((
c
 
=
 
fgetc
(
infp
))
 
!=
 
EOF
)
 
{

        
/* ここでは fputc の代わりに putc や putchar を使うこともできる */

        
fputc
(
c
,
 
stdout
);

    
}

    
fclose
(
infp
);

    
return
 
0
;

}

```

infile.txt というテキストファイルから1文字ずつ読み込み、標準出力にその内容が表示される。